# George Tichenor
George Tichenor (Logansport, 2 februari 1920 - aldaar, 25 september 1989) was een Amerikaans autocoureur. Hij schreef zich in 1952, 1954 en 1955 in voor de Indianapolis 500, maar kwalificeerde zich telkens niet. Al deze races waren ook onderdeel van het Formule 1-kampioenschap.